# Всеобщие выборы в Эквадоре (1968)
Всеобщие выборы в Эквадоре проходили 2 июня 1968 года. В результате победу одержал Хосе Мария Веласко Ибарра от Национальной федерации веласкистов, получивший 32,8 % голосов. Веласко Ибарра начал свой пятый и последний президентский срок 1 сентября 1968 года.

## Избирательная кампания
Выборы состоялись 2 июня 1968 года. Хосе Мария Веласко Ибарра стал победителем в пятый раз. Согласно новой конституции и избирательному закону система политических партий была сохранена, но при этом было добавлено, что все партии будут иметь поле на бюллетене, обозначенное числом.
Среди участвовавших кандидатов были три бывших президента: Хосе Мария Веласко Ибарра; кандидат от либералов и социалистического сектора при поддержке Концентрации народных сил Андрес Ф. Кордова и кандидат от правых консервативных и социал-христианских сил Камило Понсе Энрикес. Кроме этого, кандидатами в президенты были Хорхе Креспо Торал — от крайне правых национал-синдикалистов, а Элиас Гальегос — от коммунистов, социалистов и других левых партий.

## Результаты

### Президентские выборы
Хосе Мария Веласко Ибарра одержал победу, набрав 280 370 голосов, за ним следовали Андрес Ф. Кордова с 264 312 голосов. Камило Понсе Энрикес получил 259 833 голоса, Хорхе Креспо — 31 991 голос и Элиас Гальегос — 17 040 голосов. Вице-президентом стал доктор Хорхе Завала Бакерисо, который выступал на выборах в паре с Андресом Кордовой. Веласко Ибарра пришёл к власти, победив всего в трёх провинциях: Гуаяс, Эль-Оро и Лос-Риос.
| Кандидат                             | Партия                                                                          | Голоса    | %    |
| ------------------------------------ | ------------------------------------------------------------------------------- | --------- | ---- |
| Хосе Мария Веласко Ибарра            | Национальная федерация веласкистов                                              | 280,370   | 32,8 |
| Андрес Кордова                       | Эквадорская радикальная либеральная партия — Национальный демократический фронт | 264 312   | 31,0 |
| Камило Понсе Энрикес                 | Социал-христианская партия                                                      | 259 833   | 30,4 |
| Хорхе Креспо                         | Эквадорское националистическое революционное действие                           | 31 991    | 3,7  |
| Элиас Гальегос                       | Национальный демократический союз                                               | 17 040    | 2,0  |
| Недействительных/пустых бюллетеней   | Недействительных/пустых бюллетеней                                              | 75 435    | -    |
| Всего                                | Всего                                                                           | 928 981   | 100  |
| Зарегистрированных избирателей/ Явка | Зарегистрированных избирателей/ Явка                                            | 1 198 874 | 77,5 |
| Источник: Nohlen                     |                                                                                 |           |      |